# Ukrkosmos

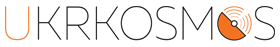
Ukrkosmos

A Ukrcosmos é uma empresa estatal ucraniana que foi criada em 1996. A mesma é responsável pela política de estado técnico comum no domínio das tecnologias de telecomunicações por satélite, pela criação e exploração de sistemas de satélites, assegurar a apresentação e processamento de informações, dadas pelos órgãos de governo do Estado, cujas atividades estão ligadas aos interesses da segurança nacional da Ucrânia e a realização de atividade espacial com base comercial. 
A empresa estatal "Ukrcosmos" transmite programas dos canais de televisão estatais e comerciais, transmissão de Internet, por meio de três servidores, localizados em Londres, Nova York e Kiev. o primeiro satélite de comunicação que vai ser operado pela empresa, o Lybid 1, será lançado ao espaço em 2018.

## História
A Ukrkosmos foi criada em setembro de 1996 por ordem da Agência Espacial Nacional da Ucrânia de acordo com o decreto N698/96 do Presidente da Ucrânia, de 12 de agosto de 1996, para a implementação da política técnica integrada em tecnologias de satélite, criação e operação do Integrated Satellite System for Information Transfer (YSSPI), e agindo como um cliente e coordenador de trabalhos relacionados. O trabalho de alta prioridade para a Ukrkosmos é fornecendo os recursos YSSPI apropriados para as necessidades de sistemas especiais de comunicação e demandas governamentais.